# Мілан (провінція)
Провінція Мілан (італ. Provincia di Milano) — колишня провінція в Італії, у регіоні Ломбардія. З 1 січня 2015 року замінена метрополійним місто Мілан.
Площа провінції — 1 620 км², населення — 3 202 947 осіб.
Столицею провінції було місто Мілан.

## Географія
Межувало на півночі з провінцією Варезе і провінцією Монца і Бріанца, на сході з провінцією Бергамо, провінцією Кремона і провінцією Лоді, на півдні з провінцією Павія, на заході з провінцією Новара (П'ємонт).

## Основні муніципалітети
Найбільші за кількістю мешканців муніципалітети (ISTAT, 31/03/2008):
| Ном. | Муніципалітет      | Населення (осіб) | Площа (км²) | Густота (ab/км²) | Висота (м.н.р.м.) |
| ---- | ------------------ | ---------------- | ----------- | ---------------- | ----------------- |
| 1°   | Мілан              | 1.298.972        | 182         | 7.137            | 122               |
| 2°   | Сесто-Сан-Джованні | 80.674           | 11,74       | 6.871            | 140               |
| 3°   | Чінізелло-Балсамо  | 73.081           | 12,7        | 5.754            | 154               |
| 4°   | Леньяно            | 57.208           | 17,72       | 3.228            | 199               |
| 5°   | Ро                 | 50.143           | 22,32       | 2247             | 158               |
| 6°   | Колоньо-Монцезе    | 47.474           | 8,46        | 5.611            | 134               |
| 7°   | Падерно-Дуньяно    | 47.228           | 14,1        | 3.349            | 163               |
| 8°   | Роццано            | 40.239           | 13,01       | 3.092            | 103               |